# Zsuzsa Koncz
Zsuzsa Koncz, née Zsuzsanna Koncz  le 7 mars 1946 à Pély, est une chanteuse pop hongroise active depuis 1962.

## Biographie
Sa carrière commence après sa performance dans le spectacle Ki mit tud? en 1962. Elle joue ensuite avec divers groupes et musiciens, notamment Illés et János Bródy. Dans les années 1970, elle effectue plusieurs tournées réussies à l'étranger. Elle joue principalement dans les pays du bloc de l'Est, mais aussi en Allemagne de l'Ouest (parfois sous les noms de Shusha Koncz et Jana Koncz dans les pays germanophones), mais aussi en France, aux États-Unis et au Japon. Ses paroles (principalement écrites par János Bródy) étaient parfois très critiques à l'égard du système politique du pays avant 1990. Elle reste extrêmement populaire en Hongrie, certaines de ses chansons faisant désormais partie du folklore hongrois, parmi lesquelles : « A Kárpáthyék lánya », qui évoque la Révolution hongroise de 1956, « Ha én rózsa volnék » et « Valahol egy lány ».

## Récompenses
- Prix Liszt en 1977 [2]
- Chevalier de la Légion d'honneur en 2001 [3]
- Prix Kossuth en 2008 [4]
- Citoyen d'honneur de Budapest en 2020

## Discographie

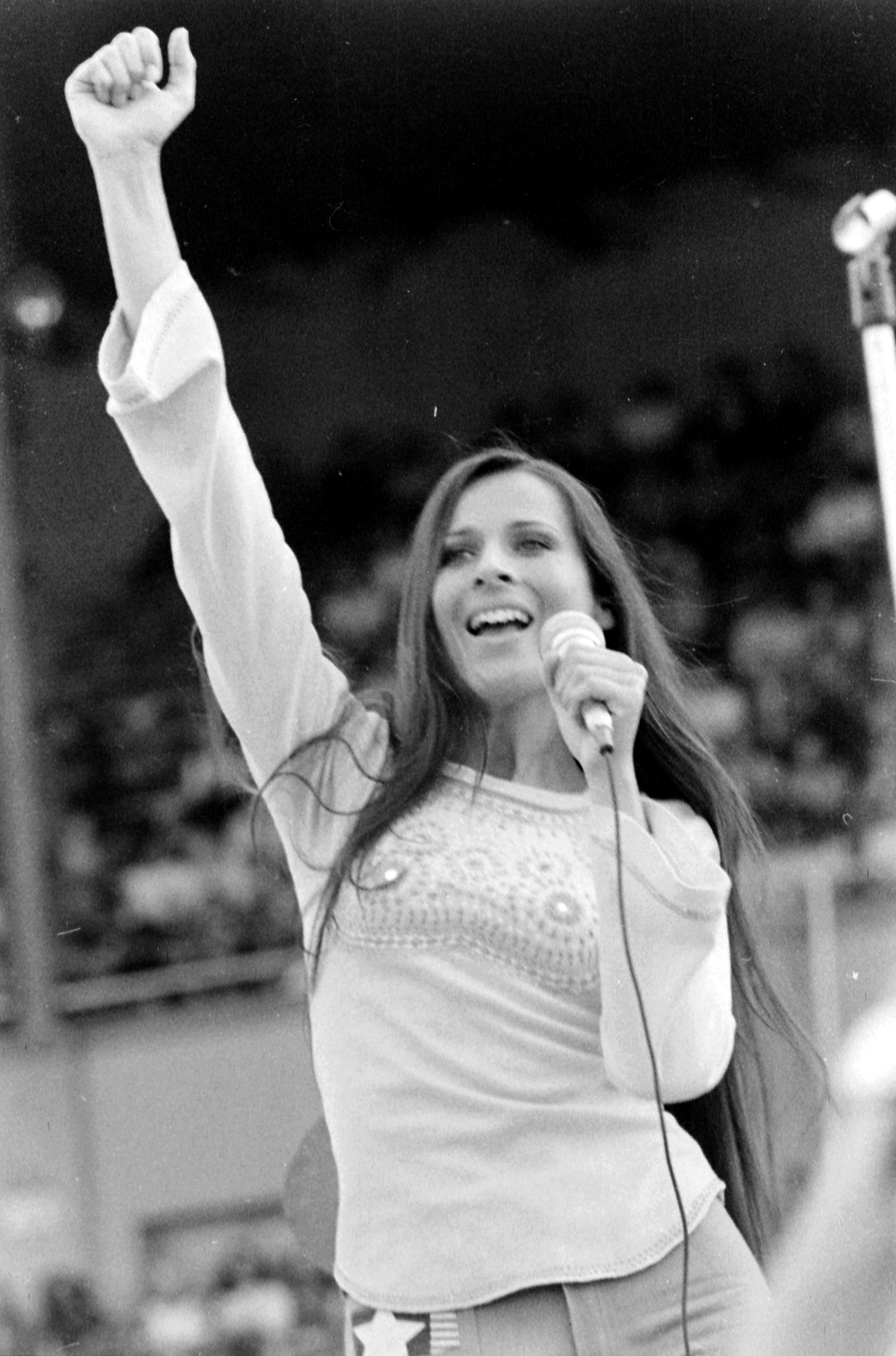
1973

### En hongrois

#### Albums studio
- Volt egyszer egy lány (1969)
- Szerelem (1970)
- Kis Virág (1971)
- Élünk és meghalunk (1972)
- Jelbeszéd (1973)
- Gyerekjátékok (1974)
- Ne vágj ki minden fát! (1975)
- Koncz Zsuzsa X. (1977)
- Valahol (1979)
- Menetrend (1981)
- Újhold (1985)
- Fordul a világ (1988)
- Illúzió nélkül (1991)
- Jubileumi koncert (1992)
- Ne veszítsd el a fejed (1993)
- Miénk itt a tér (1996)
- Ég és föld között (1997)
- Csodálatos világ (duos, 1998)
- Ki nevet a végén (2002)
- 37 (2010)
- Tündérország (2013)
- Vadvilág (2016)
- Így volt szép (2019)
- Szabadnak születtél (2020)
- Te szeress legalább (2022)

#### Albums live
- Konczert (1984)
- Unplugged I-II (1995)
- Aréna 10 (2014)
- Aréna koncert 2017 (2017)

#### Compilations
- Aranyalbum (1967-1973) (compilation, 1978)
- Koncz Zsuzsa archív (1988)
- Válogatott kislemezek (1996)
- Miért hagytuk, hogy így legyen? (1999)

#### Poèmes
- Kertész leszek (poèmes, 1975)
- ... Elmondom hát mindenkinek (poèmes, 1976)
- Verslemez III. (poèmes, 1989)
- Egyszerű ez (poèmes, 2006)

### En allemand
Albums chantés en allemand
- Jana Koncz (RFA, 1970)
- Zsuzsa Koncz (RDA, 1972)
- Ich komm und geh mit meinen Liedern (RDA, 1980)
- Die lauten Jahre sind vorbei (RDA, 1982)
- Shusha Koncz Morgenlicht (Autriche, 1984)
- Wie sag ich's Dir (2003)
- Die großen Erfolge (2007)